# Мадонна-дель-Понте
Бази́лика Мадо́нна-дель-По́нте (итал. Basilica Cattedrale della Madonna del Ponte) — кафедральный собор архиепархии Ланчано-Ортона Римско-католической церкви в городе Ланчано, в провинции Кьети, в регионе Абруццо, в Италии.

## История
Особенность, которая делает этот храм уникальным, заключается в том, что он построен на трёх арках древнеримского моста, возведенного по приказу императора Диоклетиана.
Решение о строительстве храма в честь Богоматери было принято жителями Ланчано в 1389 году. Вначале он получил название Оратория Пресвятой Девы Марии Моста, затем его переименовали в Санта Мария делле Грацие.
Название базилики восходит к статуе Богоматери с младенцем, которая была найдена в 1088 году под одной из арок моста во время реконструкции после землетрясения, и получила название Богоматери Моста, или Мадонна дель Понте. Статуя VIII века воспроизводит древневизантийскую икону. Есть мнение, что она была укрыта под мостом от иконоборцев.
Храм был построен в XIV веке. В начале XVII века Томмазо Сотардо из Милана построил колокольню. В 1785 году были проведены работы по обогащению внутреннего архитектурного убранства базилики.
В XVIII веке храм был полностью перестроен инженером-конструктором Эудженио Миккителли, снесшим существовавшую здесь ранее церковь Сантиссима Аннунциата. Работы по благоустройству фасада, начатые в 1819 году, не были доведены до конца.
В 1942 и 1943 годах в базилике проводились реставрационные работы.

## Внутреннее убранство

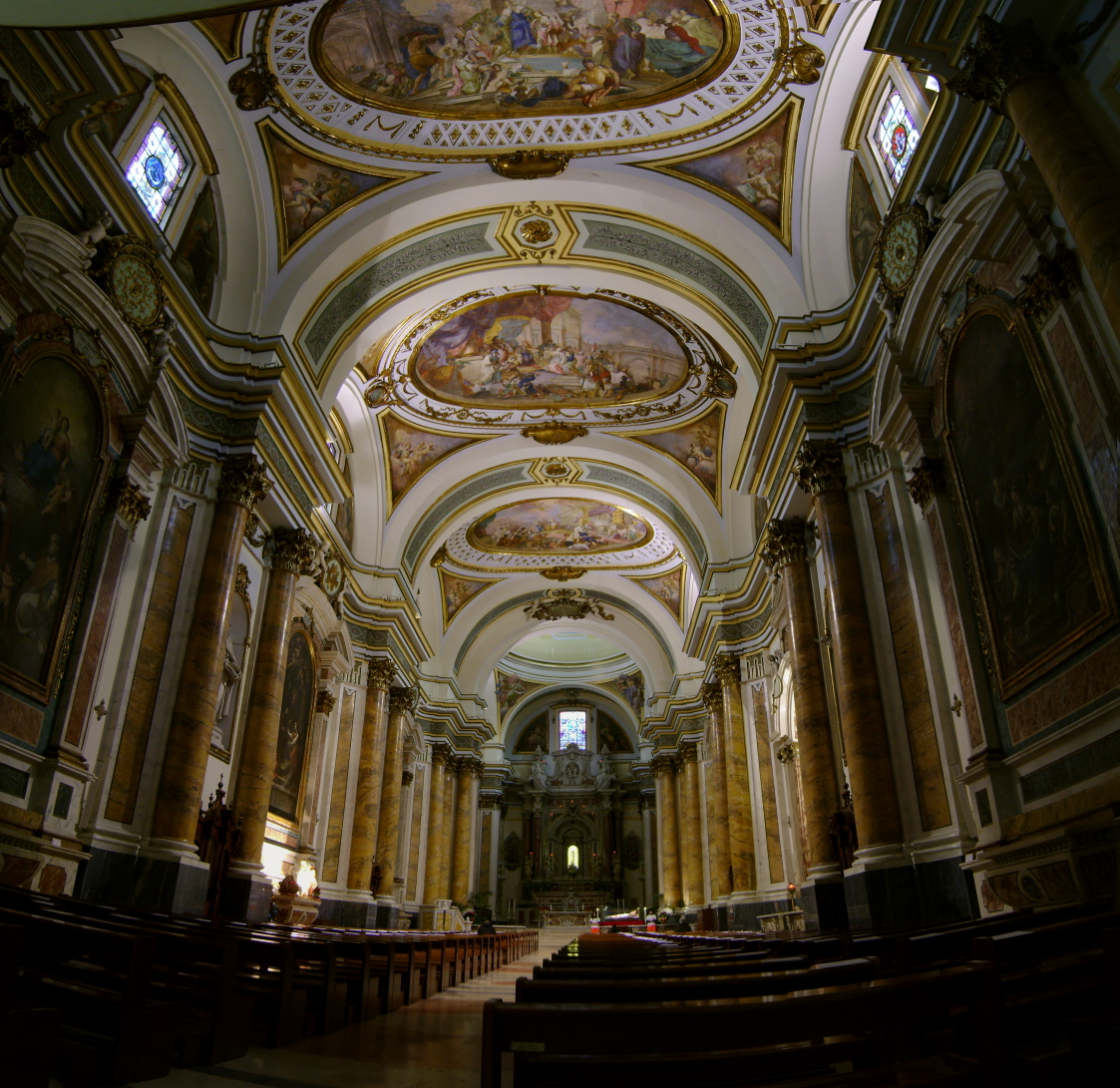
Внутреннее убранство

Интерьер базилики представляет собой уникальный неф, обрамленный пилястрами с коринфскими капителями, которые поддерживают свод по всему периметру стен. Боковые стены алтаря в стиле неоклассицизма украшены картинами, у трёх из этих стен имеются ниши со статуями святых. В нише в нижней части алтаря находится глиняная статуя Мадонны дель Понте.
Фасад имеет выступающую часть, которая образует портик, увенчанный балюстрадой. Стены выполнены из облицовочного кирпича.
Колокольня состоит из трёх ярусов и стоит отдельно от основного здания храма.
Внутри базилики справа находится капелла Сантиссимо Сакраменто (часовня Святых Даров), украшенная фресками работы неаполитанского художника Джачинто Диано.
После землетрясения 1985 года в базилике был проведен ремонт, позволивший перестроить пресвитерий согласно канонам, установленным II Ватиканским собором. Новый алтарь был освящен в 1996 году, с амвоном, в 1997 году украшенным мраморным орлом работы скульптора Вито Панчелла, и купелью близ пресвитерия, установленной в 1999 году.